# Aurel Benović
Aurel Benović, född 14 juli 2000 i Osijek, är en kroatisk gymnast.

## Karriär
Vid europamästerskapen i artistisk gymnastik 2020 tog han silver i fristående.